# Chodel

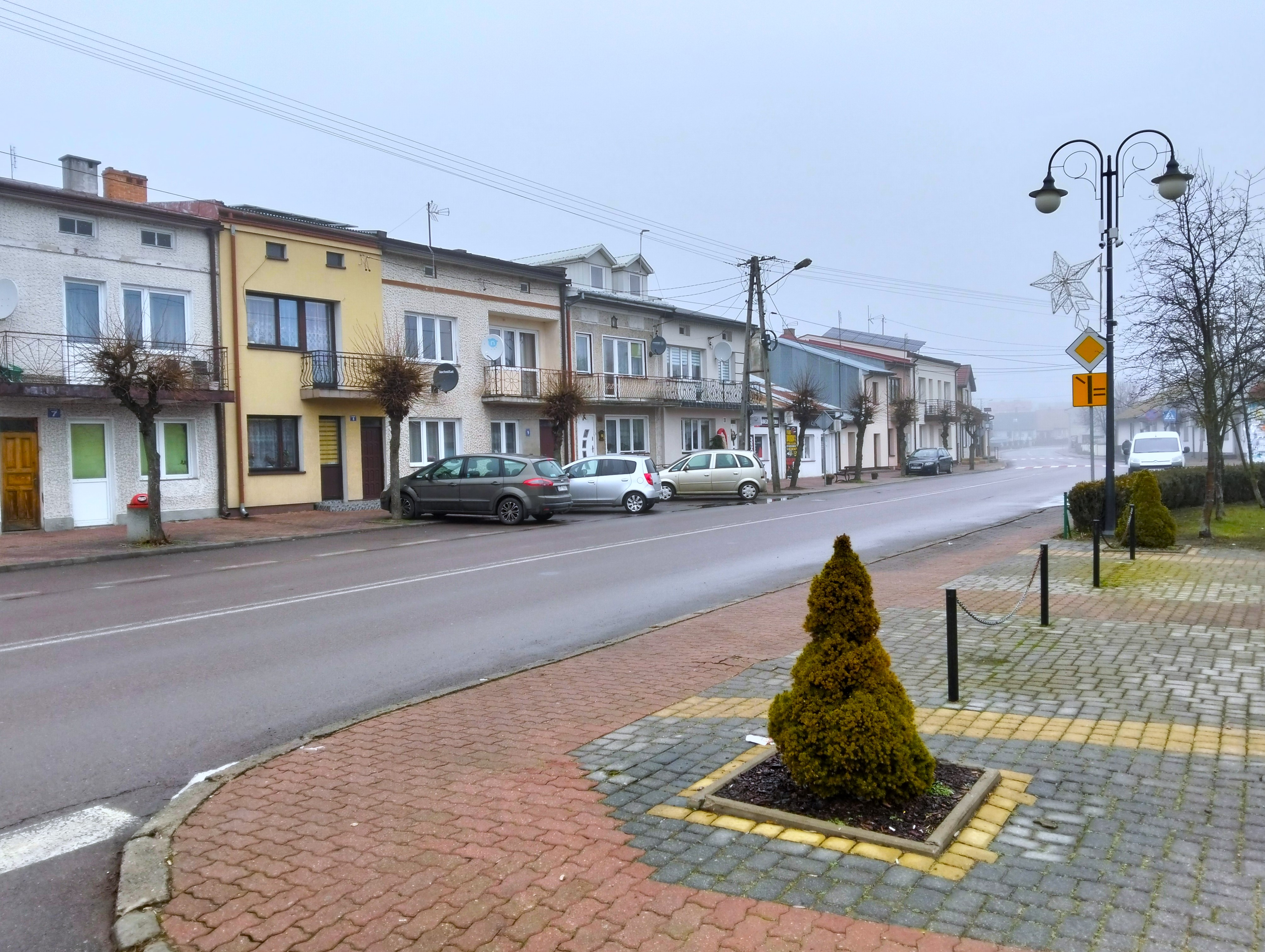
Fragment rynku

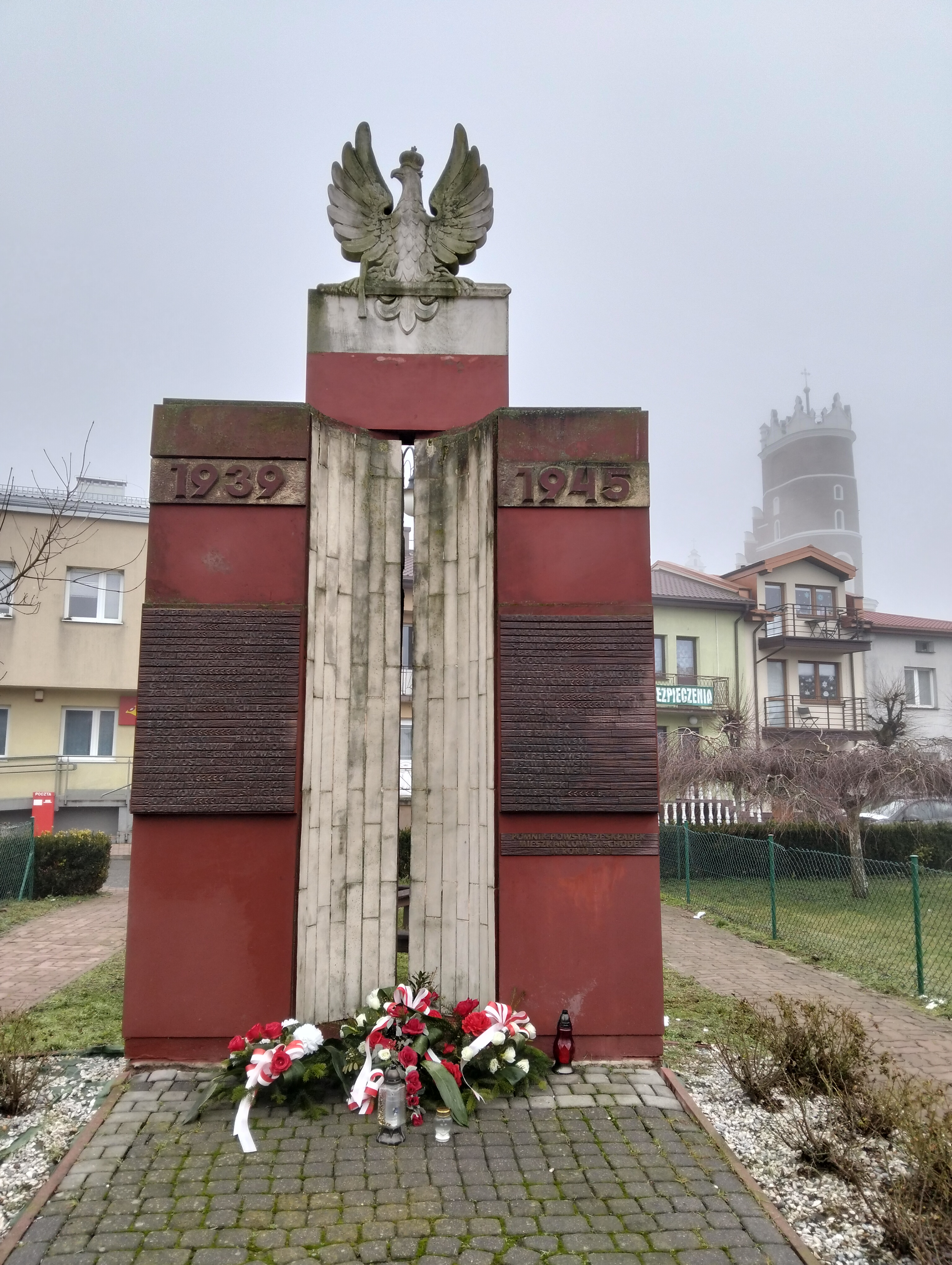
Pomnik ofiar okupacji niemieckiej

Chodel – wieś w Polsce, położona w województwie lubelskim, w powiecie opolskim, w gminie Chodel. Leży nad rzeką Chodelką, w Kotlinie Chodelskiej.
Wieś jest sołectwem, siedzibą gminy Chodel. Według Narodowego Spisu Powszechnego z roku 2011 wieś liczyła 1461 mieszkańców.
Historycznie położona jest w Małopolsce, w ziemi lubelskiej. Dawniej miasto; uzyskał prawa miejskie w roku 1517, stracił je 16 listopada 1824 i ponownie uzyskał w 1838 i stracił je 13 stycznia 1870. W drugiej połowie XVI wieku prywatne miasto szlacheckie położone było w powiecie lubelskim województwa lubelskiego.
W latach 1954–1972 wieś należała i była siedzibą władz gromady Chodel. W latach 1975–1998 miejscowość należała administracyjnie do ówczesnego województwa lubelskiego.
Wieś jest siedzibą rzymskokatolickiej parafii Trójcy Świętej i Narodzenia Najświętszej Maryi Panny.

## Historia
Chodel w roku 1465 nazywane „Chodel”, zaś w 1517 „Nova Clodnycza”. Nazwa Kłodnica nie przyjęła się lokalnie i od 1529 występuje wyłącznie nazwa Chodel, w XVI–XVIII w. miasto.
Własność szlachecka w roku 1465 graniczy z Kłodnicą Kościelną.

W roku 1517 Zygmunt I Stary w mieście lokowanym na prawie magdeburskim we wsi Kłodnica, należącym do braci Maciejowskich – Bernarda sędziego i Kaspra stolnika lubelskiego - ustanawia targi co środę oraz coroczne jarmarki 22 czerwca i 4 grudnia. W 1541 przeniesiono parafię z Kłodnicy do Chodla.
W 1529 dziesięciny z pewnych ról należne opatowi świętokrzyskiemu wypłacane były na wyderkaf aż do supresji klasztoru to jest do roku 1819. Plebanowi dziesięciny Chodla, Wronowa, Poniatowej, Chrzeńca, Chrzanowa, Świdna, Komaszyc, Godowa, Kłodnicy, ogółem 46 grzywien, 3 fertony.
Z powodu zarazy zebrał się tu w grudniu 1625 roku sejmik lubelski.
W czasie I wojny światowej w okolicach miasta dwukrotnie toczyły się ciężkie walki. Z 5 na 6 września 1914 rozegrał się tu (między Borowem a Grądami) ciężki bój, w wyniku którego oddziały krakowskiej 12 Dywizji Piechoty austriackiej uniemożliwiły koncentrację sił rosyjskich. Akcją dowodził gen. Tadeusz Jordan Rozwadowski odznaczony za ten wyczyn Orderem Marii Teresy. Walki 12 DP w okolicach Chodla opisał szerzej Rozwadowski w swych wspomnieniach Polegli żołnierze rosyjscy, austro-węgierscy oraz niemieccy spoczywają na cmentarzu wojennym na wzgórzu na południe od miasta. We wrześniu 2024 odbyła się uroczystość nadania im. gen. Tadeusza Rozwadowskiego rondu zlokalizowanemu w Godowie oraz odsłonięcia tablicy pamiątkowej poświęconej generałowi, przy cmentarzu wojennym w Chodlu.
16 września 1939 roku Chodel zajęły wojska niemieckie. Podczas okupacji hitlerowskiej, 19 września 1941 roku Niemcy utworzyli getto dla żydowskich mieszkańców. Przebywało w nim około 2000 Żydów. 21 września 1942 roku zostali wywiezieni do obzów zagłady w Bełżcu i Sobiborze. 
Z parafii Chodel pochodzą przodkowie Karola Wojtyły – Jana Pawła II, ze strony matki: prababka Urszula Malinowska urodziła się 22 października 1818 w pobliskiej wsi Komaszyce. Była ona córką Jana Malinowskiego i Agaty Migory, pochodzącej również z pobliskiej wsi - Godów.
W latach 30. XX wieku urzędnikiem pocztowym w Chodlu był Józef Ziemba.

## Zabytki

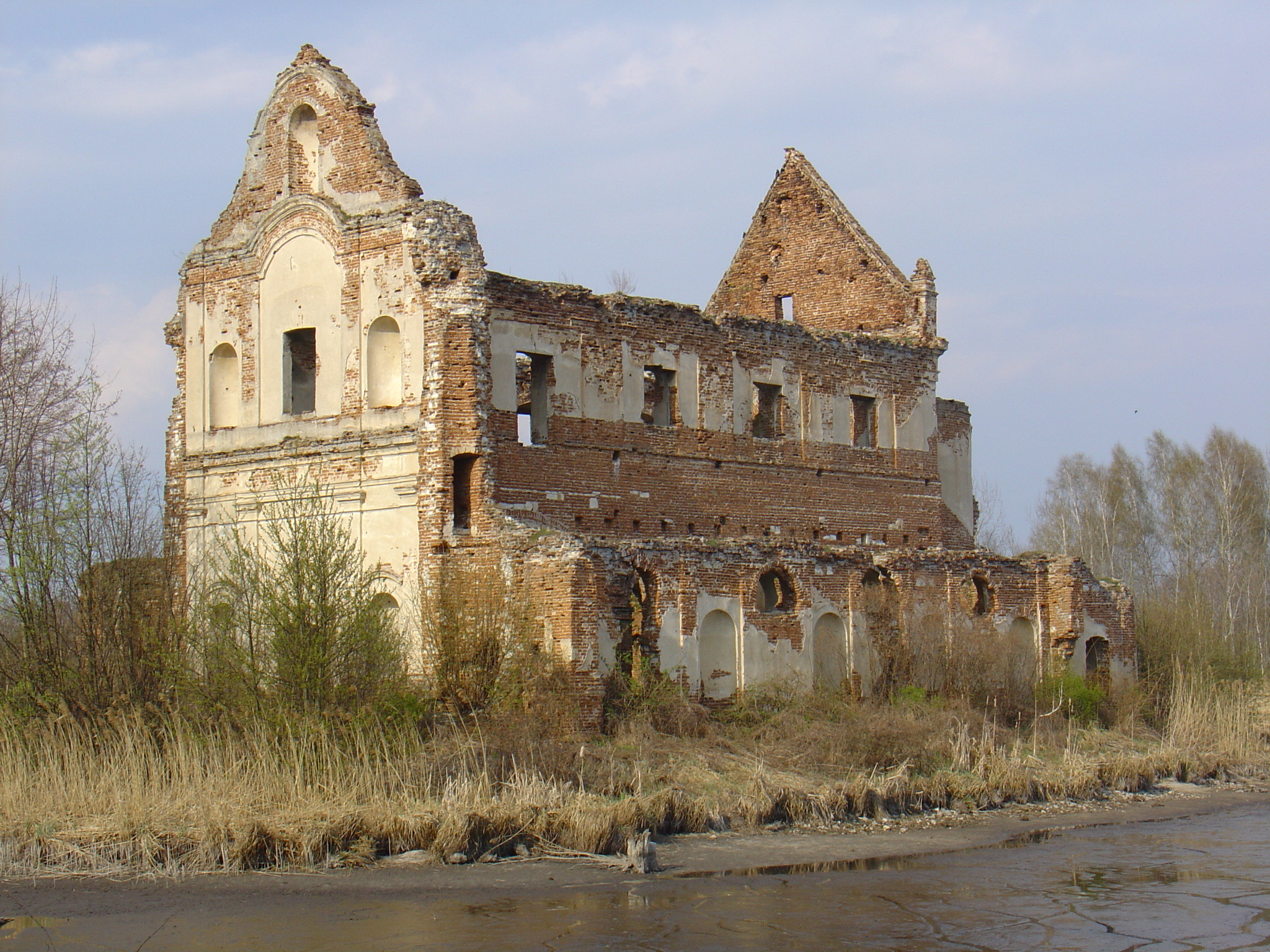
Ruiny kościoła Jezuitów

- Kościół Świętej Trójcy, w stylu późnogotycko-renesansowym ufundował w roku 1530 kasztelan lubelski Bernard Maciejowski. Jego budowa trwała do 1541 roku. Nr w rejestrze zabytków: A/142 z 10.10.1956 i z 11.08.1972[23]
  - chrzcielnica z 1613 r. z piaskowca w stylu gotyckim z pokrywą, na której znajduje się figura przedstawiająca chrzest Chrystusa
  - konfesjonał z 1615 r.
  - ambona z kościoła św. Michała w Lublinie rozebranego w 1842 r.
- Kościół Matki Boskiej Loretańskiej (w ruinie) wzniesiony dla zakonu jezuitów w latach 1736–1750 w stylu późnego baroku. Założenie powstało na wyspie stawu. Położona na południowy wschód od wsi świątynia powstała z inicjatywy kanonika krakowskiego Denhoffa. Po kasacie zakonu jezuitów, kościół został opuszczony i pozostaje w ruinie od początku XIX wieku. Zachowały się dekoracje fasady oraz fragmenty polichromii. Ruina kościoła jest chroniona prawem i wpisana do rejestru zabytków pod numerem A/130 z 15.12.1966[23].
- Cmentarz wojenny żołnierzy z I Wojny Światowej na południe od wsi. Pochowano na nim 445 żołnierzy austro-węgierskich, 436 żołnierzy rosyjskich oraz 57 żołnierzy niemieckich.